# Jean Van Den Boorn
Joannes Karolus Josephus (Jean) Van Den Boorn (Gronsveld, 4 november 1824  - aldaar, 2 september 1906) was een Belgisch pianist en muziekpedagoog van Nederlandse komaf.
Hij werd geboren binnen het gezin van schout en later burgemeester van Gronsveld  Christiaan van den Boorn en Adriana Maria Ludovica Florentina baronesse de Brienen. Hij was broer van de bekendere Edouard Van Den Boorn, eveneens pianist en bespeler van het harmonium en dus oom van wielrenner en luchtvaartpionier Charles Van Den Born. Hij stierf in zijn geboorteplaats, maar was woonachtig in Luik, het beroep van muziekleraar uitoefenend.
Hij ontving zijn muziekopleiding aan het Conservatorium van Luik van meneer Jalhau, hij slaagde er in 1848 met een eerste prijs. Na zijn studie vestigde hij zich in Parijs, schreef er zijn werk La plage (dat uitgegeven werd door Heugel in Parijs) en keerde terug naar Luik om er muziekprofessor te worden. Vanuit die stad ondernam hij samen met zijn broer concertreizen in Luik, in België en naar Nederland, Verenigd Koninkrijk, Zwitserland en Duitsland. Hij speelde niet alleen met zijn broer, maar ook met gerenommeerde musici als Frantz Jehin-Prume, Léon, Joseph Massart en zangeres madame Isnard van het Theatre-Royal te Luik. 
Van zijn hand verscheen nog een beperkt aantal werken, voornamelijk voor piano en harmonium.